# Trzebiemysł
Trzebiemysł, Trzebomysł – staropolskie imię męskie, złożone z członów Trzebie- ("czyszczenie, trzebienie, ofiara") i -mysł ("myśleć"); według innej interpretacji, odnoszącej człon Trzebie- do scs. trěba ("sprawa, ofiara") i po-trěba ("potrzeba") mogło ono oznaczać "tego, którego potrzebą jest myślenie", "myślącego, mądrego".
Trzebiemysł imieniny obchodzi 16 maja.